# Joinville, Haute-Marne

Joinville este o comună în departamentul Haute-Marne din nord-estul Franței. În 2009 avea o populație de 3.712 de locuitori.

## Evoluția populației
| An        | 1975  | 1982  | 1990  | 1999  | 2006  | 2009  |
| --------- | ----- | ----- | ----- | ----- | ----- | ----- |
| Populație | 4.774 | 4.804 | 4.755 | 4.380 | 3.886 | 3.712 |